# Admontia discalis
Admontia discalis är en tvåvingeart som beskrevs av Aldrich 1934. Admontia discalis ingår i släktet Admontia och familjen parasitflugor. Inga underarter finns listade i Catalogue of Life.